# 劉彥 (萬曆舉人)
劉彥（16世紀—17世紀），字晉所，號喬遷，湖廣荊州府監利縣人，明朝政治人物。

## 生平
劉彥個性闊達，喜歡鼓勵後進，人們樂於親近，是萬曆元年（1573年）癸酉科湖廣鄉試舉人，授金堂知縣，在旱災時協助人民灌溉田地，陞廣安州知州，士民感恩其德，寫下《思不忘謠》十首送贈給他，後任知縣劉世選作序刻於石上，立於懷口鎮。

## 引用
1. 1 2  同治《監利縣志·卷十·人物志》：劉彥，字晉所，萬厯癸酉舉人，性曠達，喜奬掖後學，人以是樂親之，除金堂知縣，天旱助民灌溉，是歲仍有秋，擢知廣安州，以治行稱。 《湖廣通志》、府志
2. ↑  嘉慶《金堂縣志·卷四·官師志》：劉喬遷，湖廣監利人，萬厯中任，後擢廣安州，善政多端，士民感德於去時，邑人共作《思不忘謠》十首送之，知縣劉世選序而鐫諸石，立於懷口鎮之左，惜文字剝落不能成讀矣。